# Vitemölla
Vitemölla är en småort och fiskeläge i Simrishamns kommun beläget vid Mölleåns utlopp, någon kilometer norr om Kivik vid Riksväg 9. 
Mellan Vitemölla och Kivik hålls den årliga Kiviks marknad.

## Historia
Vitemölla samhälle började växa och formas till fiskeläge i samband med att befolkningen ökade i början på 1700-talet. Från att läget år 1699 bestått av 4 familjer boende i 4 hus ökade antalet till att på 1700-talet vara 150 människor i 14 hus. Vitemölla expanderade därefter allt mer och år 1871 hade husantalet ökat till 63 st.
Vitemölla, som uttalas med betoning på "mölla", har fått sitt namn efter den vattenkvarn (mölla) som ligger i ortens norra ände. Fram till 1940-talet fanns även en vindmölla av typen holländare. Den var belägen på höjden i norra delen av samhället. Orten har tills för några decennier sedan hetat Vitemölle.
Vitemölla var och är belägen i Vitaby socken och ingick efter kommunreformen 1862 i Vitaby landskommun. I denna inrättades för orten 16 september 1887 Vitemölla municipalsamhälle. Landskommunen, orten och municipalsamhället uppgick 1952 i Kiviks landskommun där municipalsamhället upplöstes 31 december 1953.  I samband med detta höll vitemöllaborna en så kallad ”Begravningsfest” för att hylla municipalsamhället när det gick i graven.

### Befolkningsutveckling
| Befolkningsutvecklingen i Vitemölla 1900–2015                                                                  | Befolkningsutvecklingen i Vitemölla 1900–2015 | Befolkningsutvecklingen i Vitemölla 1900–2015 | Befolkningsutvecklingen i Vitemölla 1900–2015 | Befolkningsutvecklingen i Vitemölla 1900–2015 |
| --- | --------------------------------------------- | --------------------------------------------- | --------------------------------------------- | --------------------------------------------- |
| |                                               |                                               |                                               |                                               |
| År |                                               |                                               | Folkmängd                                     | Areal (ha)                                    |
| 1900 | 1900                                          |                                               | 437                                           | †                                             |
| 1960 | 1960                                          |                                               | 178                                           | ¤                                             |
| 1990 | 1990                                          |                                               | 165                                           | 19#                                           |
| 1995 | 1995                                          |                                               | 121                                           | 22#                                           |
| 2000 | 2000                                          |                                               | 103                                           | 24#                                           |
| 2005 | 2005                                          |                                               | 100                                           | 24#                                           |
| 2010 | 2010                                          |                                               | 89                                            | 24#                                           |
| 2015 | 2015                                          |                                               | 94                                            | 36#                                           |
| Anm.: † Befolkning runt ett municipalsamhälle 1900. ¤ Som tätortsbebyggelse med 150-199 invånare # Som småort. |                                               |                                               |                                               |                                               |

## Samhället
Bebyggelsen består huvudsakligen av äldre pittoreska hus, av vilka flertalet idag används som fritidsbostäder. Hamnen används till stor del för fritidsbåtar men ett fåtal yrkesfiskare är ännu verksamma i byn. Norr om orten ligger, förutom en badstrand, Vitemölla strandbackar, ett naturreservat med sällsynt sandstäppsvegetation och en domarring. I Vitemölla ligger ett badhotell som öppnade 1913 och fortfarande är i drift.

## Vitemölla strövområde

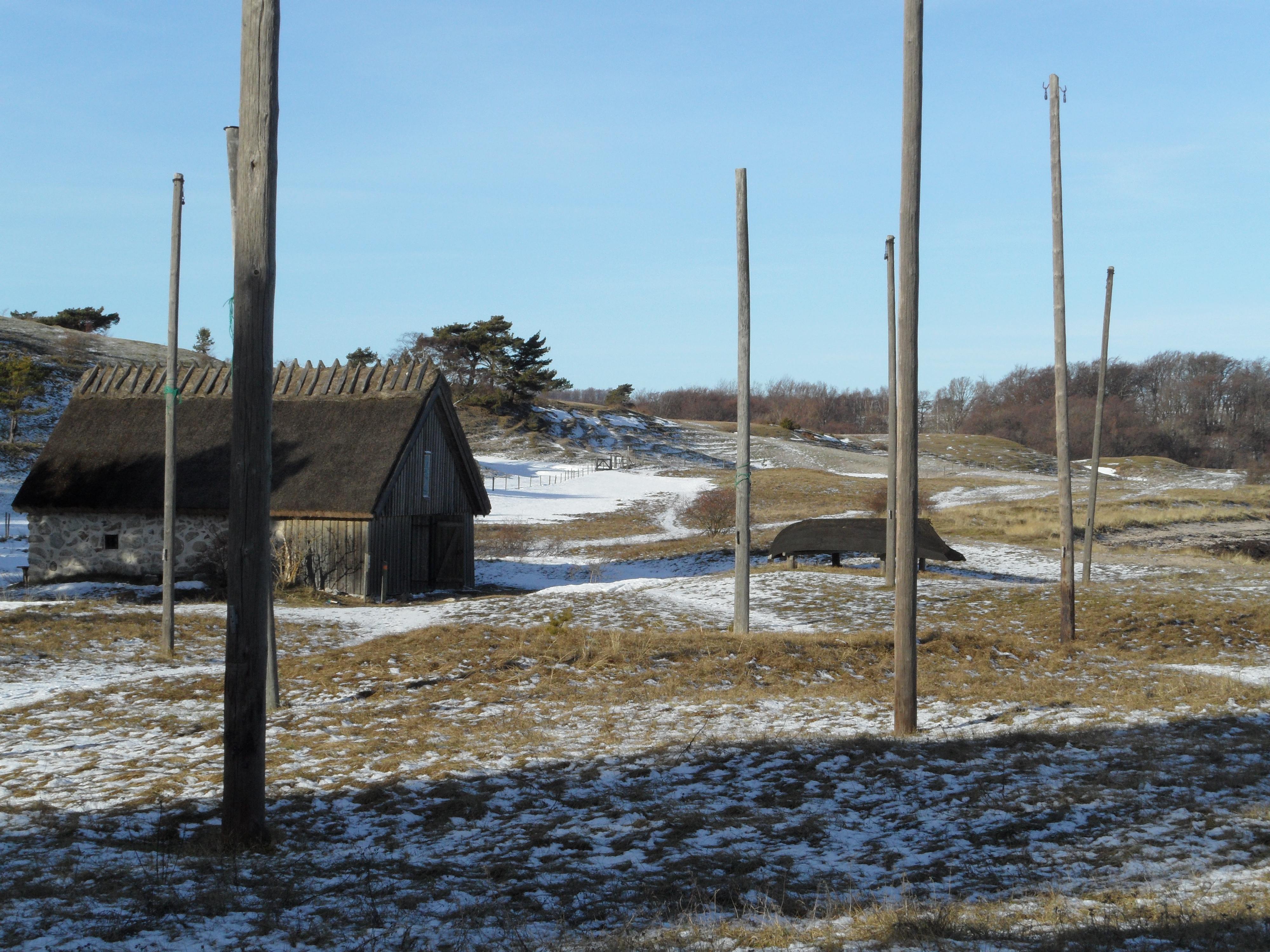
Stenörens ålabod och Lindgrens backar

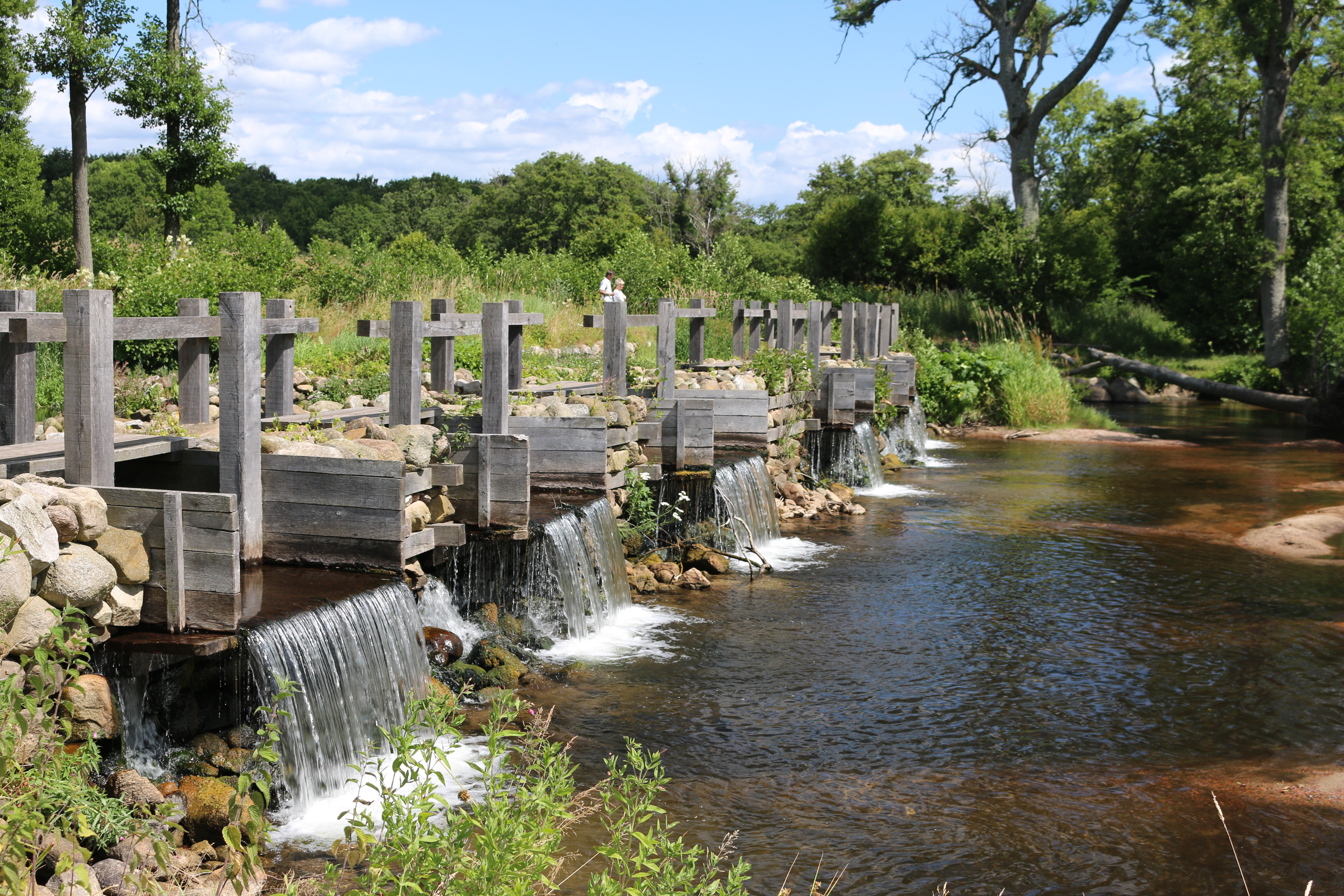
Örakaren

Längs kustlinjen och i skogen finns mindre stigar att följa. Skåneleden passerar igenom området. Hela Vitemöllas strövområde är naturreservat.
I Lindgrens länga ryms idag ett utemuseum, som berättar om omgivningarna och dess historia. Det är Regionmuseet i Kristianstad som tillsammans med Havängs museiförening ansvarar för museet. 
I den renoverade Stenörens ålabod kan gamla redskap till ål- och öringsfiske ses.  Vid Örakaren finns idag åtta små anlagda vattenfall.
Den ovanligt vita sanden består av nästan ren kvartssand och den unika sandstäppen präglar området längs kustlinjen. Här trivs bland annat sandlilja och tofsäxing, och en mängd olika fjärilar och insekter. I skogen inåt land växer planterad tall som övergår i lövskog. Mot Haväng stupar Lindgrens backar brant ner mot strandlinjen. Lindgrens backar är glaciala avlagringar på kalkberggrund. Dessa backar är de mest typiska sandstäppslokaler i Norden. På stranden kan 50 miljoner år gammal kåda, bärnsten, hittas. 
Kusten präglas av det fiske som bedrivits här ända sedan stenåldern. Här finns flera gravplatser och Örakaren en bit uppströms i Verkeån, beskrivs redan på 1600-talet. Här fångades lax i fällor. Bevarade ålabodar och namnet Ålakusten berättar om århundraden av ålafiske i området. Fisket har också haft en central roll för fiskeläget Vitemölla i områdets södra del.